# Hostal de la Costa
L'Hostal de la Costa és un antic hostal del terme municipal de Cabanelles, a l'Alt Empordà, en territori del poble de Queixàs.
Està situat al peu de l'actual carretera A-26 (antiga N-260, en el punt quilomètric 52,7, a llevant de Queixàs. És a la carena entre el Rec de Can Gommar (nord-est) i el Rec de Can Torbany, queda al sud-est de la masia de la Costa, al sud-oest de Can Gommar, al nord-oest de Can Flor, al nord de la Casa Nova del Mas Riera i a ponent dels Boscos de Can Vilar.

## Etimologia
Es tracta d'un topònim romànic modern, de caràcter descriptiu: es tracta d'un antic hostal de carretera situat al capdamunt de la costa -pujada- que fa la carretera a llevant de Queixàs.